# 静岡鉄道A3000形電車
静岡鉄道A3000形電車（しずおかてつどうA3000がたでんしゃ）は、静岡鉄道の通勤形電車である。

## 概要
静岡清水線用の1000形の置き換えを目的として導入された。形式名の由来は、「Activate（活性化させる）」「Amuse（楽しませる）」「Axis（軸）」のA3つから。
2016年（平成28年）3月24日に第1号目車両「Clear Blue」が営業運転を開始した。2022年（令和4年）度までに2両編成×12本（計24両）を導入する計画があったが、第11編成と第12編成の導入がそれぞれ1年延期されたため、2023年（令和5年）度までに同数の編成を導入する予定となった。製造を担当するのは総合車両製作所横浜事業所である。
編成はクモハA3000形（Mc・静岡側）-クハA3500形（Tc・清水側）となっている。
第1編成となるA3001 - A3501の2両が2015年（平成27年）12月15日に総合車両製作所横浜事業所から富士駅まで甲種鉄道車両輸送され、17日に同駅より長沼工場まで陸送により搬入された。18日午後には報道陣向けに記念セレモニーが行われ、その後試運転を経て2016年（平成28年）3月24日から営業運転を開始した。
1000形以来43年ぶりとなる新型車両の導入に当たって、静岡鉄道ではスペシャルサイトを開設（外部リンク項参照）、新静岡駅に運行開始日までのカウントダウンボード設置、各種イベントでのPR、さらに特別に撮影したイメージムービーをYouTube上で複数公開するなど広報活動に力を入れた。
2017年（平成29年）5月24日付で「鉄道友の会」のローレル賞を受賞した。

### 車体
車体はFRP製の前頭部を除き、総合車両製作所のsustinaと呼ばれる新開発の軽量ステンレス車体を採用し（私鉄の編成としては全国初採用）、前面非貫通としている。前部標識灯（前照灯）、標識灯、後部標識灯（尾灯）には省エネルギー化と省メンテナンス化のためLEDが採用されており、特に前部標識灯については高輝度のものとして配光を広くしている。前面と側面の行先表示器はセレクトカラーLED式となっている。白色での行先表示以外にも、多彩なイラストなどが表示できるようになっている。
踏切事故対策として前頭部を強化しており、オフセット衝突対策として車端スミ柱断面の一辺を45°として衝突した車両同士が離反する構造としている。
連結部の転落防止幌は、各駅のプラットホームに転落防止柵が設置されているため採用されていない。

### 運転台
主幹制御器は1000形と同様のT字型ワンハンドルマスコンで、運転席を中心に人間工学に基づいた配置としている。ワンマン運用での安全運行と乗務員の疲労軽減のために運転室内の段差を無くすとともに、通常使用しないスイッチはキセ内に納め、極力機器を配置しない運転台とした。その他の運転室内の機器も1000形と同様の配置としている。
機器監視、空調や車内外表示器制御などを常に監視するモニタリング装置が設置され、乗務員支援や故障時における早期復旧に備えている。さらにドライブレコーダーを設置し、小型の前方監視カメラで記録される映像により、今後の事故防止に活用する予定である。

### 内装
車内はオールロングシートで、車椅子・ベビーカースペースを各車両乗務員室寄りに1か所ずつ配置し、2段手すりを設置するなどバリアフリー化を図っている。全席優先席となる。つり革には、全国初となる2段つり革（1つのつり革に高さが違う2つの取っ手がついたつり輪）を導入した。
室内灯は、LED照明を採用することで省エネルギーと省メンテナンス化を図った。直接光と間接光のハイブリッド照明で、荷棚広告は直接光、客室内は間接光で照明する。客室では、左右の側壁をロールバーで結合することにより、構体の剛性と側面衝突など非常時における車内空間保持性能の向上を実現し、車体の振動も抑制できる。
ドア上には32インチハーフサイズの液晶ディスプレイを用いた東芝製のデジタルサイネージ装置が1両に3か所千鳥配置され、現在地や行先、列車種別、路線図や沿線案内などを高画質で表示するだけでなく、季節により背景が変わる仕様となっている。また、横長の画面を活かした表示の他、広告枠も用意して多彩な情報を提供する。駅名はインバウンド対策として、日本語、英語、中国語（簡体字・繁体字）、韓国語を表示する。ドアの開閉時に鳴動するドアチャイムは、東急5000系等と同じものが採用されている。
窓ガラスはUVカットグリーンガラスを採用しており、遮光用に日除けカーテンを設置する。2両編成の車両間には火災発生時に防火扉となる貫通扉を設置していないが、これは走行する全線が地上区間であることやワンマン運転時の車内見通しを考慮して、特例で省略したものである。
また、各車両の天井には4台の防犯カメラを設置し、安全・安心な輸送サービスを強化を図った。

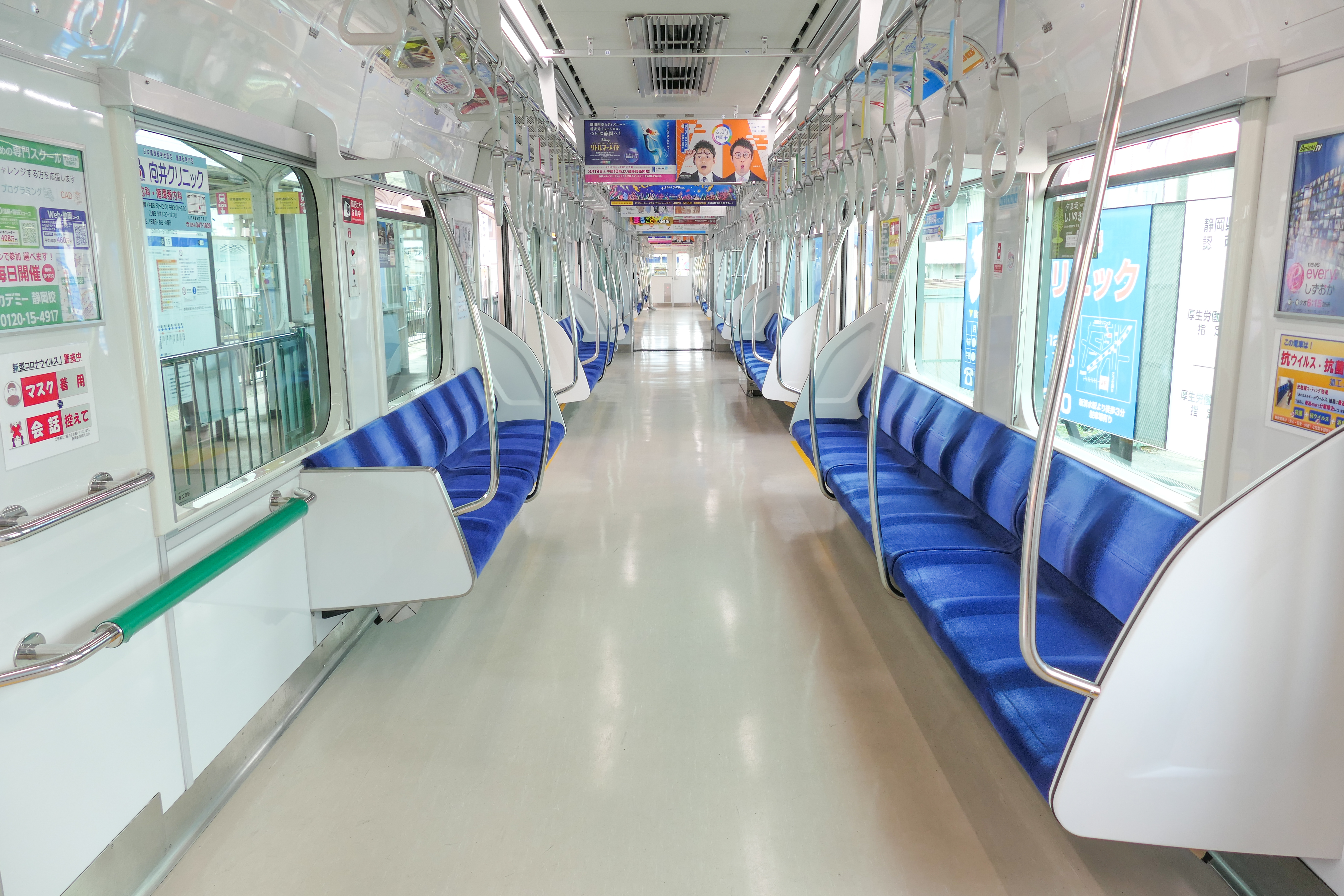
内装
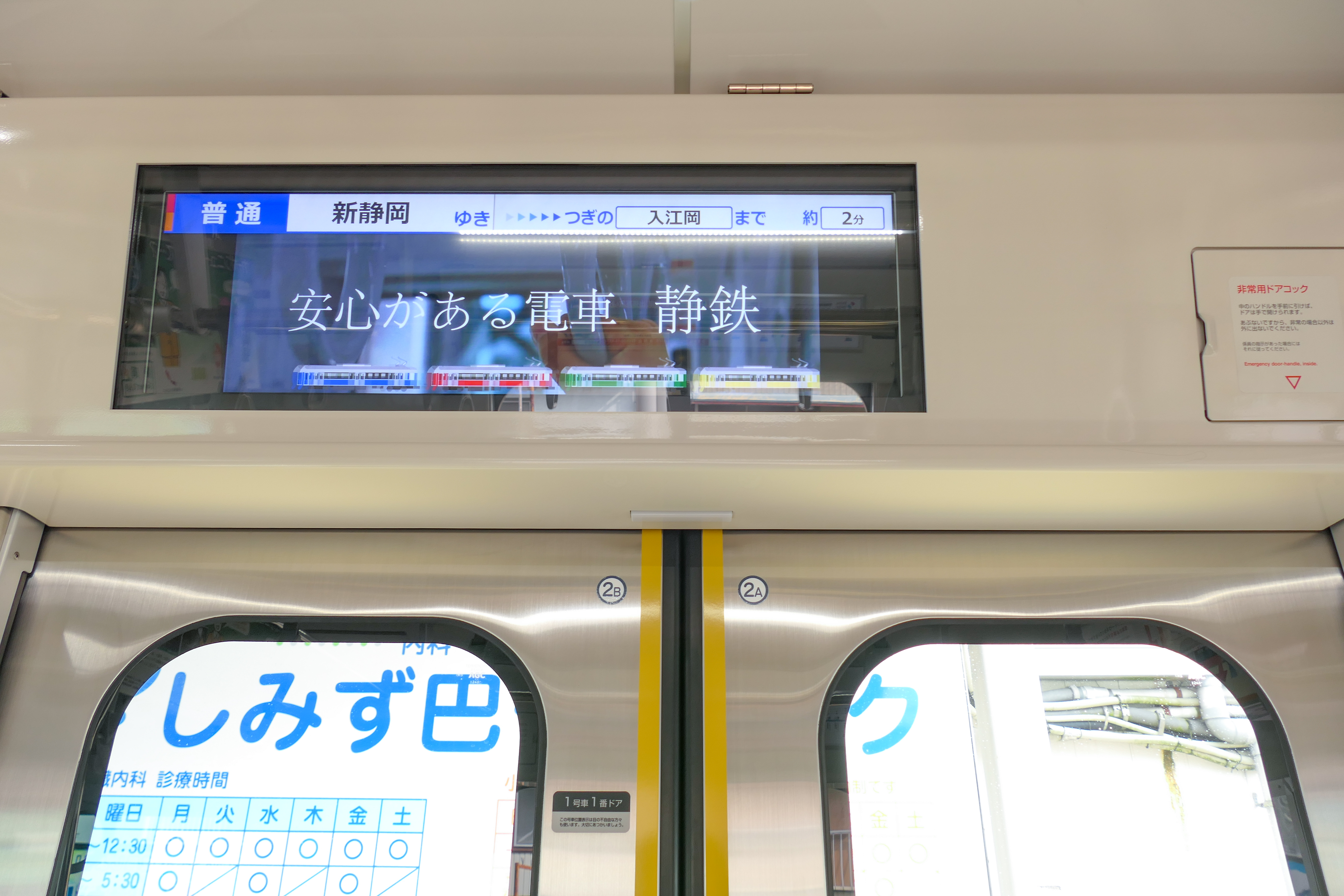
ドア上のディスプレイ
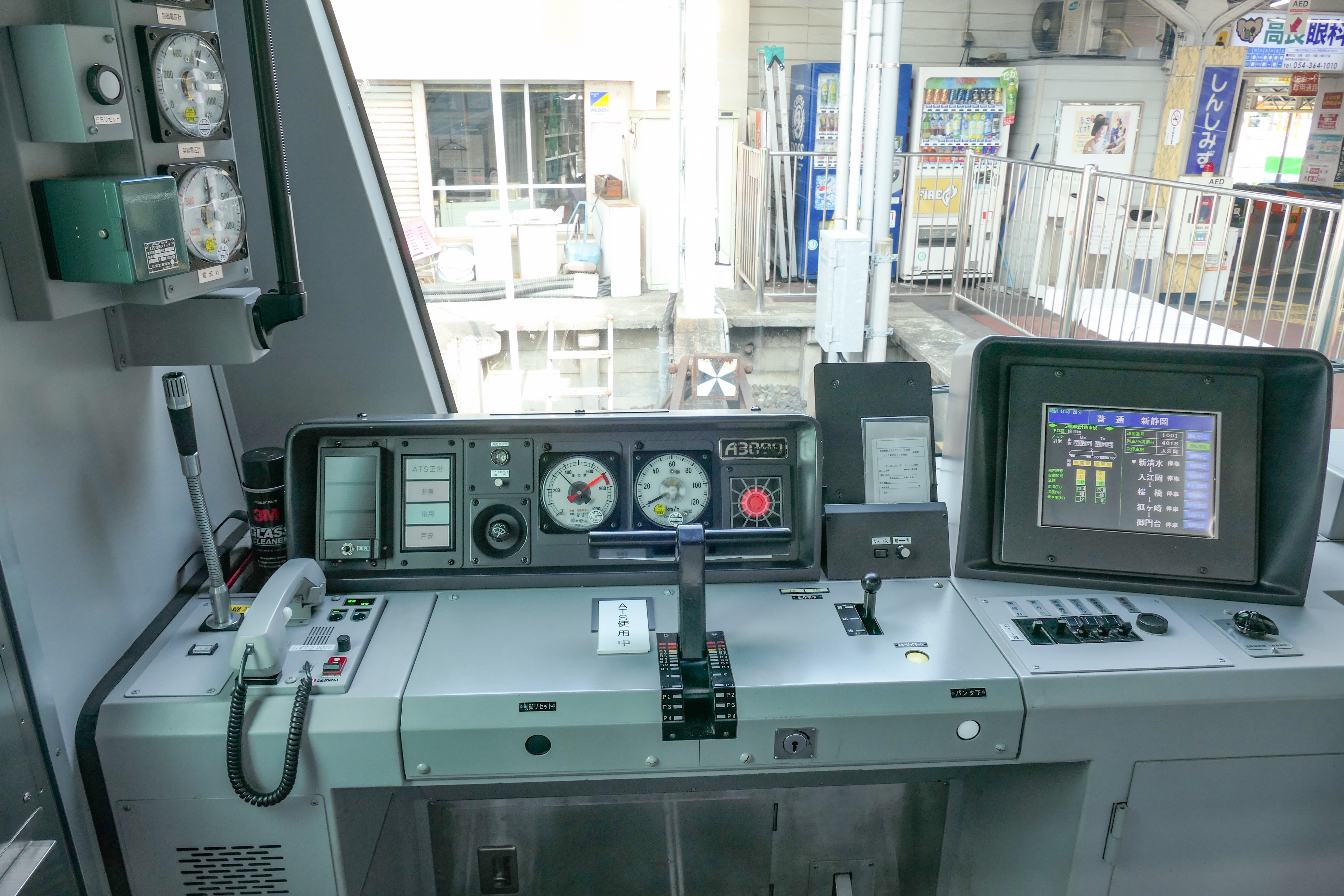
運転台
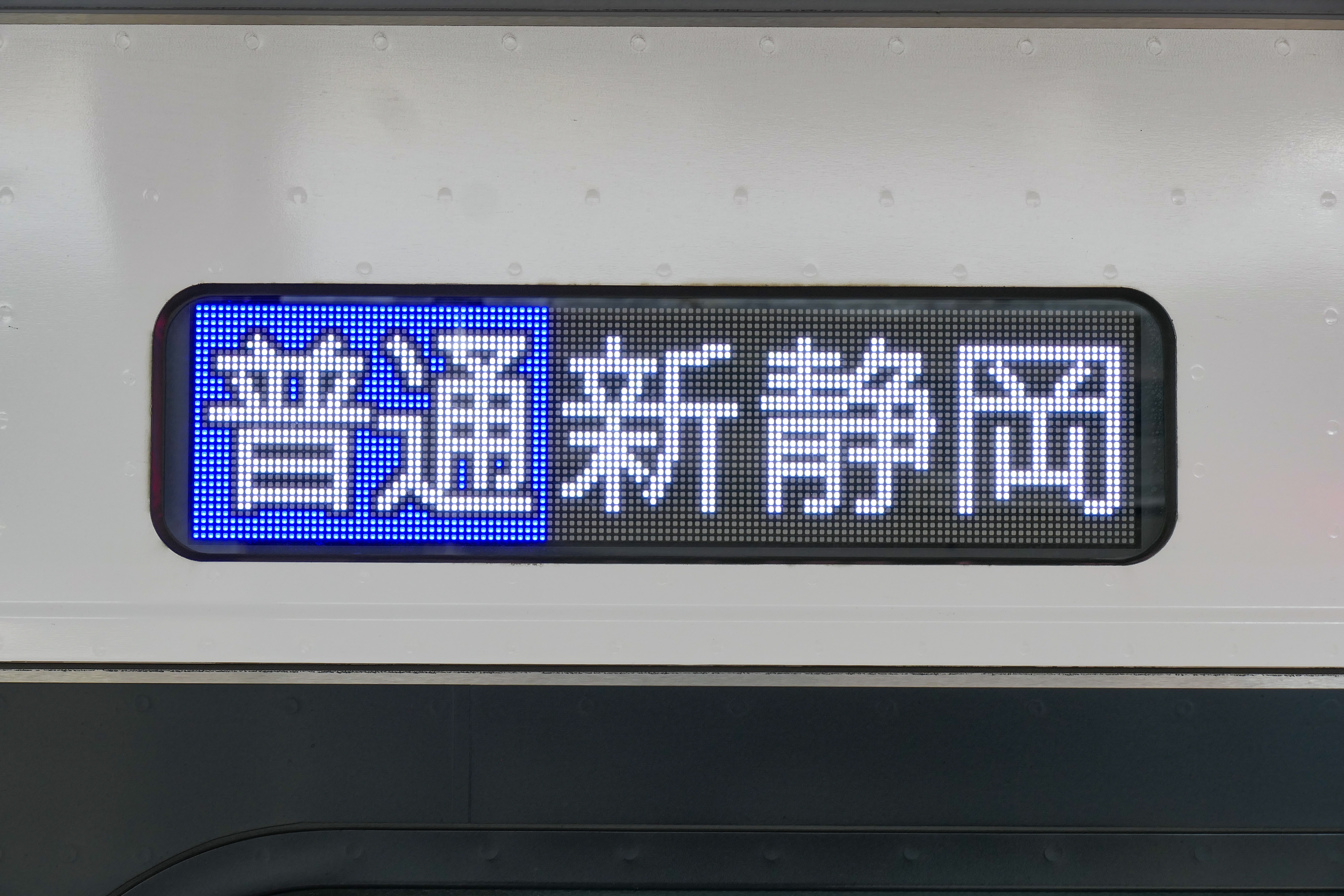
セレクトカラー行先表示器

### 主要機器
主制御装置は、静岡鉄道の車両として初となるIGBT素子（3,300V - 1,500A）を用いた東洋電機製造製の2レベル方式VVVFインバータ制御（RG6033-A-M）を採用した。1台の制御装置で2台の電動機を制御するインバータを2群（1群2台モータ駆動）搭載し、1群単位で解放可能なシステムとしている。制御方式は応答性とトルク制御性に優れたハイブリッドベクトル制御とし、遮断器等にはエアレス方式のアークレスタイプを採用することで保守の低減を図った。
主電動機は省保守性、低騒音、高効率化を目的として、東洋電機製造製の全閉内扇式かご形三相誘導電動機（TDK6254-A）を採用した。開放部がない全閉内扇式のため低騒音化が図れるほか、油潤滑方式を採用したことで、潤滑油の交換のみを行うことにより分解整備を不要とし、保守性が向上した。
補助電源装置はIGBT素子を使用した東洋電機製造製の静止形インバータ（SIV）で、定格容量は100 kVA、出力電圧は三相交流440 V/60 Hzで、1台の装置に2台のインバータ部・制御部を内蔵した待機二重系を採用した。主回路構成は低騒音化に有利な3レベル方式のIGBT素子を使用した電圧形インバータとした。
ブレーキ方式は、回生ブレーキ併用電気指令式空気ブレーキを採用し、滑走再粘着制御付である。空気圧縮機は三菱電機製で、低騒音・低振動で潤滑油が不要なオイルフリー（無給油）方式の URC1200D-I形 を採用する。1つの機器箱内に小型のスクロール式圧縮機を3台内蔵しており、1箱あたりの吐出量は1,155 NL/min（ノルマルリットル）である。
パンタグラフは、軽量化と保守省力化を図るため、同鉄道初のシングルアームパンタグラフを採用（東洋電機製造製）。すり板は焼結銅合金、ばね系は3元系構造とすることで、追従性能の向上を図った。クモハA3000に関節部分を連結面側に向けた形で取り付けられる。
台車は、総合車両製作所製のTS-840（電動台車）・TS-841（付随台車）で車体直結式の空気ばね支持方式台車（ボルスタ付き）を採用し、1000形の台車をベースに細部をリニューアルすることで、さらなる性能向上を図った。車軸軸受は密封式として従来の軸受より保守性を向上させた。また、曲線通過時の車輪フランジ摩耗低減のため、フランジ塗油装置を装備している。この他、滑走防止制御を行うため付随台車の軸端には速度発電機を取り付け、各軸ごとの滑走防止制御を働かせる。
駆動装置はTD平行カルダン駆動方式を採用し、メンテナンス性と静音性の両立を図った。歯車比は99：14（7.07）である。
空調装置は三菱電機製のR407C冷媒を使用した冷房能力52.33 kW（45,000 kcal/h）の集中式（CU737）を屋根上に各車両1台搭載している。カレンダー機能や温度センサ、乗車率検知を使った全自動運転を行う。送風装置は横流ファン（ラインデリア）を各車両5台設置（うち1台は乗務員室内）した。暖房装置は750 Wのシーズ線式ヒータをクモハA3000形には13台、クハA3500形には12台設置した。
警笛は空気笛(タイフォン)と電子音の警笛を装備している。また急行運転の際に使用されるミュージックホーンを装備している。警笛の吹鳴は足元のスイッチ式ペダルを使用するが、ミュージックホーンは運転席コンソールのボタンを押して鳴らす。ミュージックホーンのメロディと音色は1000形で使用されていたものを継承している。

## 編成表
2024年（令和6年）2月23日に残る1編成が営業運転を開始したことにより12編成全てが運用中である。
車両デザインは以下の通りである。
- 7編成は静岡県にちなんだ7色（1編成に1色ずつ）で、「shizuoka rainbow trains」と称する[3]。
- 5編成は無塗色で、全面広告車に対応する。

| ← 新静岡新清水 → | ← 新静岡新清水 →    | ← 新静岡新清水 →  | ← 新静岡新清水 →          | ← 新静岡新清水 → | ← 新静岡新清水 → | ← 新静岡新清水 → |
| ---------------- | ------------------- | ----------------- | ------------------------- | ---------------- | ---------------- | ---------------- |
| 形式             | クモハ A3000 （Mc） | クハ A3500 （Tc） | 車体デザイン              | 運行開始日       | 竣工             | 備考             |
| 車両番号         | A3001               | A3501             | shizuoka rainbow trains   | 2016/03/24       | 2016/03/24       |                  |
| 車両番号         | A3002               | A3502             | shizuoka rainbow trains   | 2017/03/24       | 2017/03/24       |                  |
| 車両番号         | A3003               | A3503             | shizuoka rainbow trains   | 2018/03/21       | 2018/03/20       |                  |
| 車両番号         | A3004               | A3504             | shizuoka rainbow trains   | 2018/03/21       | 2018/03/20       |                  |
| 車両番号         | A3005               | A3505             | shizuoka rainbow trains   | 2019/03/09       | 2019/03/10       |                  |
| 車両番号         | A3006               | A3506             | 無塗色 （全面広告車対応） | 2019/03/09       | 2019/03/10       |                  |
| 車両番号         | A3007               | A3507             | shizuoka rainbow trains   | 2020/03/07       | 2020/03/07       |                  |
| 車両番号         | A3008               | A3508             | shizuoka rainbow trains   | 2020/03/07       | 2020/03/07       |                  |
| 車両番号         | A3009               | A3509             | 無塗色 （全面広告車対応） | 2021/03/06       | 2021/03/06       |                  |
| 車両番号         | A3010               | A3510             | 無塗色 （全面広告車対応） | 2021/03/06       | 2021/03/06       |                  |
| 車両番号         | A3011               | A3511             | 無塗色 （全面広告車対応） | 2023/02/25       | 2023/02/25       |                  |
| 車両番号         | A3012               | A3512             | 無塗色 （全面広告車対応） | 2024/02/23       | 2024/02/23       |                  |

| 色 | 色                                                      | イメージ                | モチーフ | 対象編成      |
| -- | ------------------------------------------------------- | ----------------------- | -------- | ------------- |
|    | Passion Red（パッションレッド）                         | 情熱的 活動的           | いちご   | A3002 - A3502 |
|    | Pretty Pink（プリティピンク）                           | かわいい ロマンティック | 桜エビ   | A3007 - A3507 |
|    | Brilliant Orange Yellow（ブリリアントオレンジイエロー） | 暖かさ 幸福感           | みかん   | A3004 - A3504 |
|    | Fresh Green（フレッシュグリーン）                       | 新しさ 優しさ           | 山葵     | A3008 - A3508 |
|    | Natural Green（ナチュラルグリーン）                     | 安全 自然               | お茶     | A3003 - A3503 |
|    | Clear Blue（クリアブルー）                              | 安心 誠実               | 富士山   | A3001 - A3501 |
|    | Elegant Blue（エレガントブルー）                        | 上品 信頼               | 駿河湾   | A3005 - A3505 |

| 全面広告車名        | 対象編成      | 期間                |
| ------------------- | ------------- | ------------------- |
| 静岡鉄道100周年記念 | A3006 - A3506 | 竣工時 - 2020/05/19 |

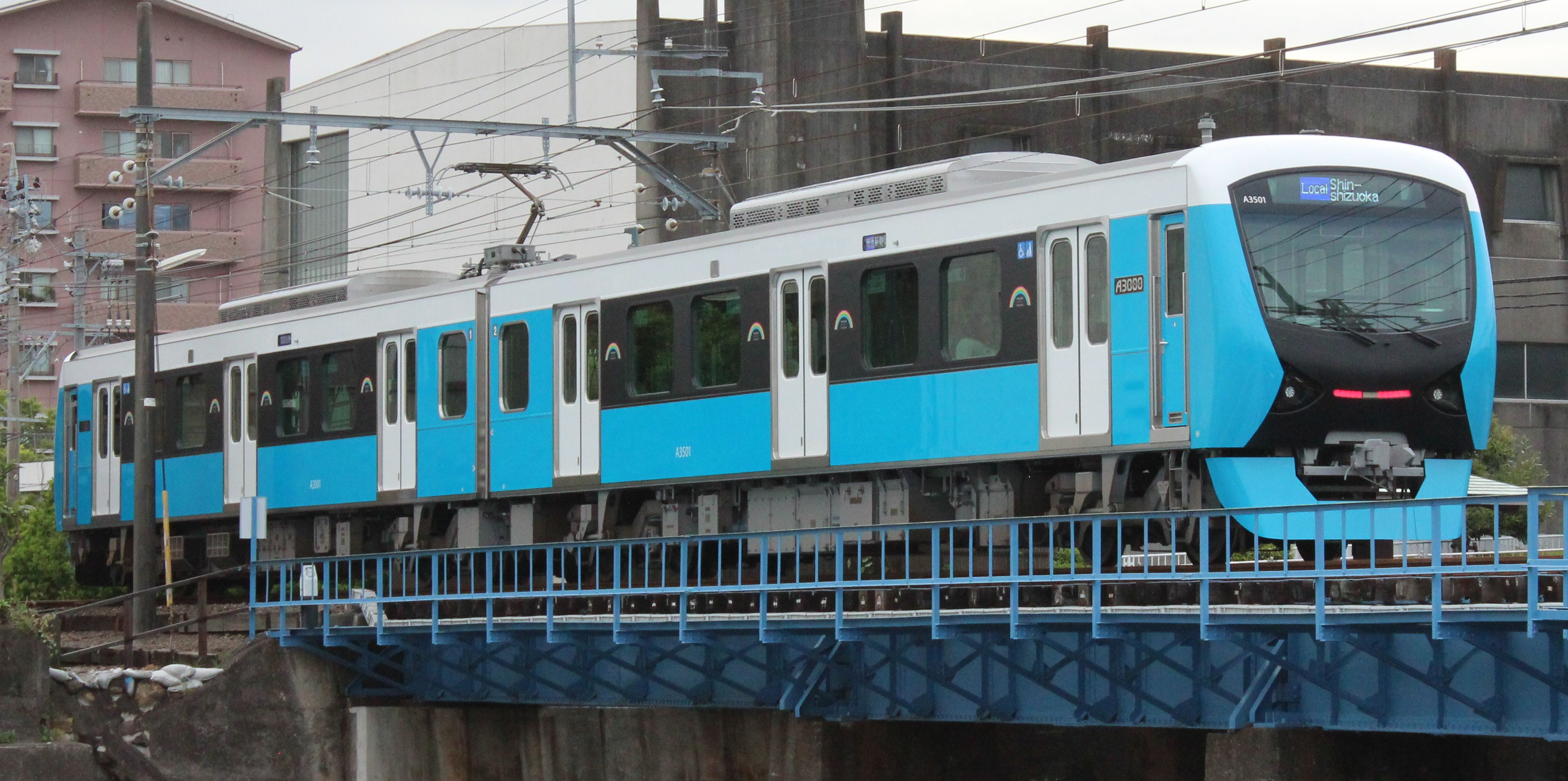
第1編成 クリアブルー
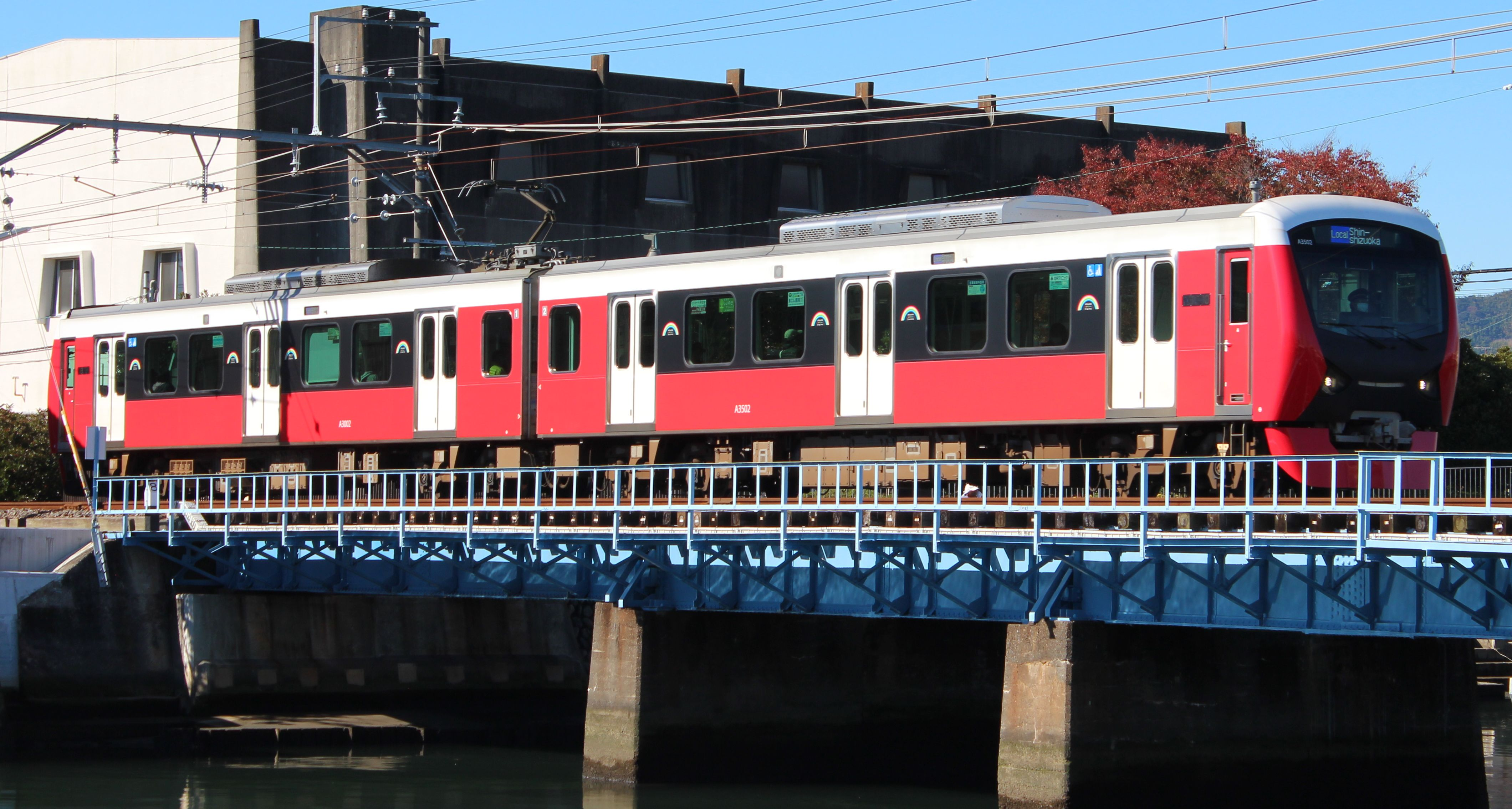
第2編成 パッションレッド
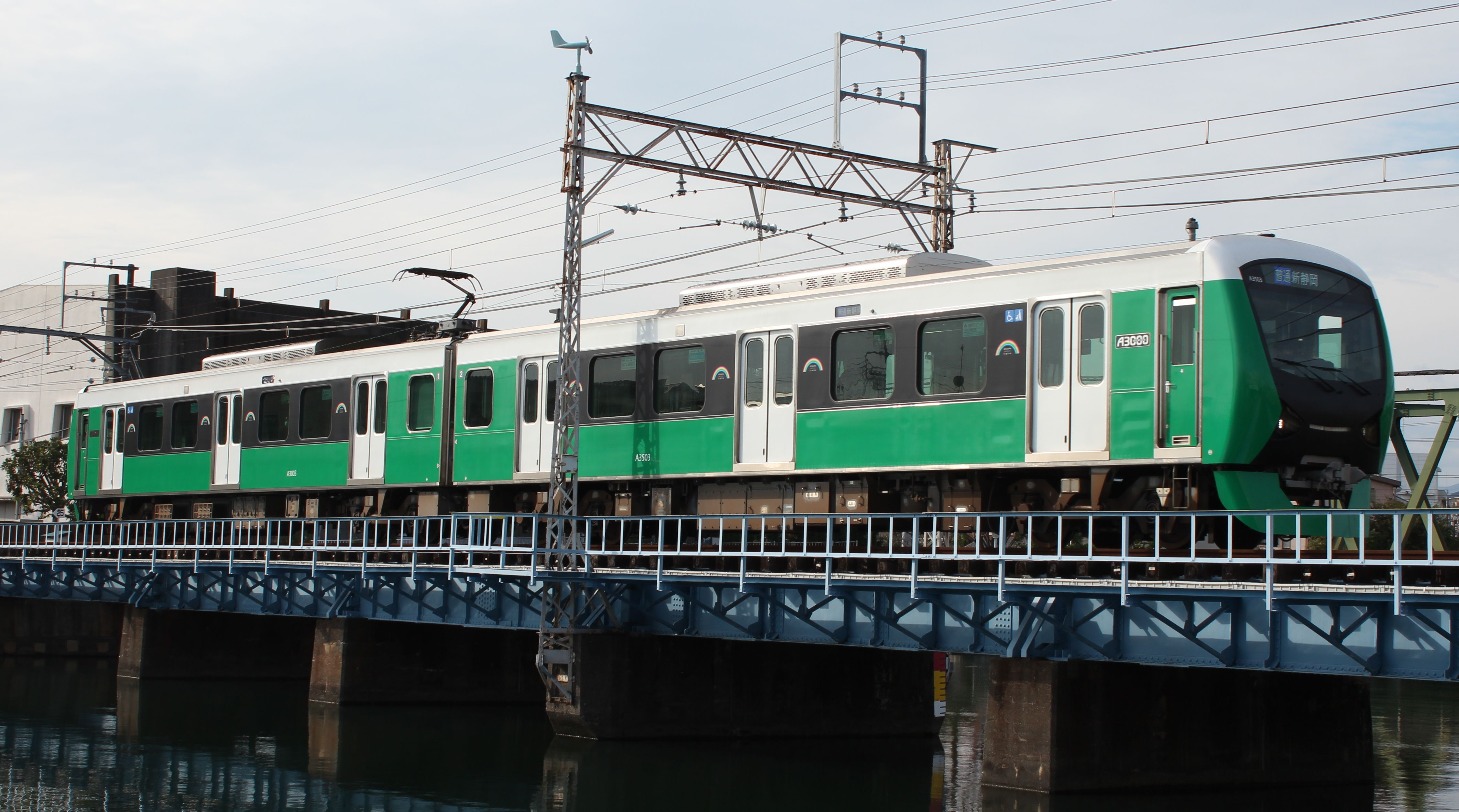
第3編成 ナチュラルグリーン
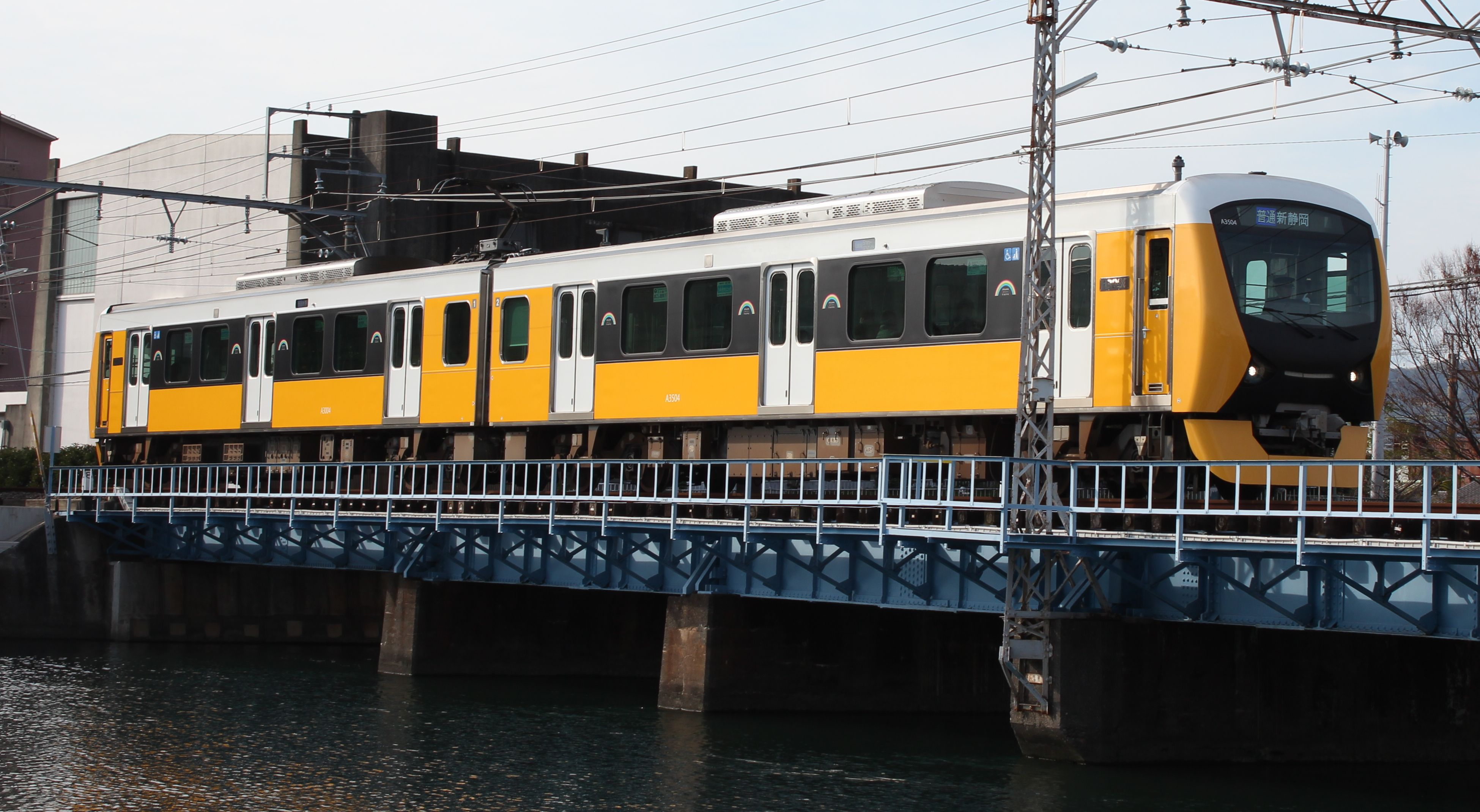
第4編成 ブリリアントオレンジイエロー
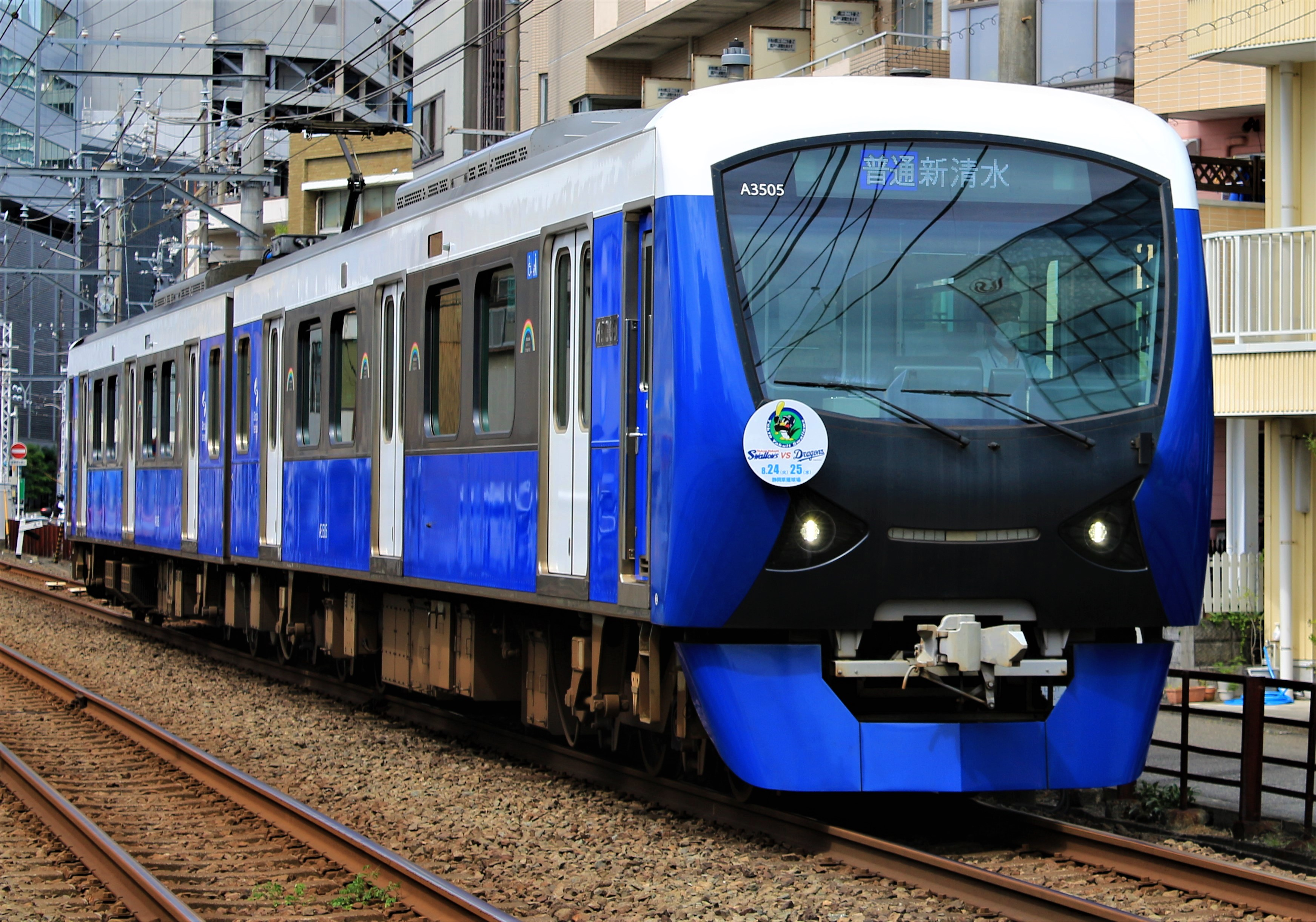
第5編成 エレガントブルー
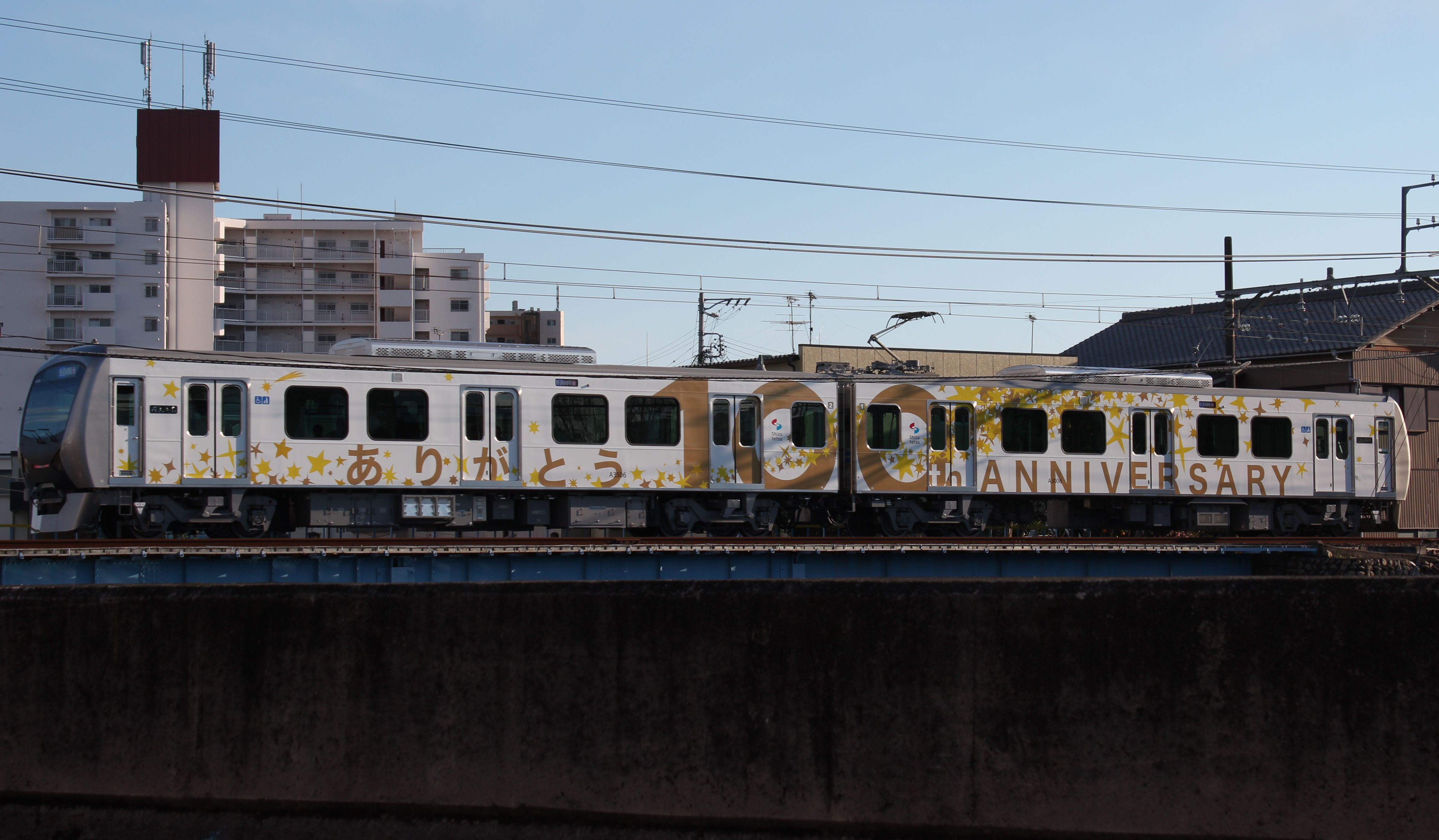
第6編成 創立100周年記念ラッピング車両
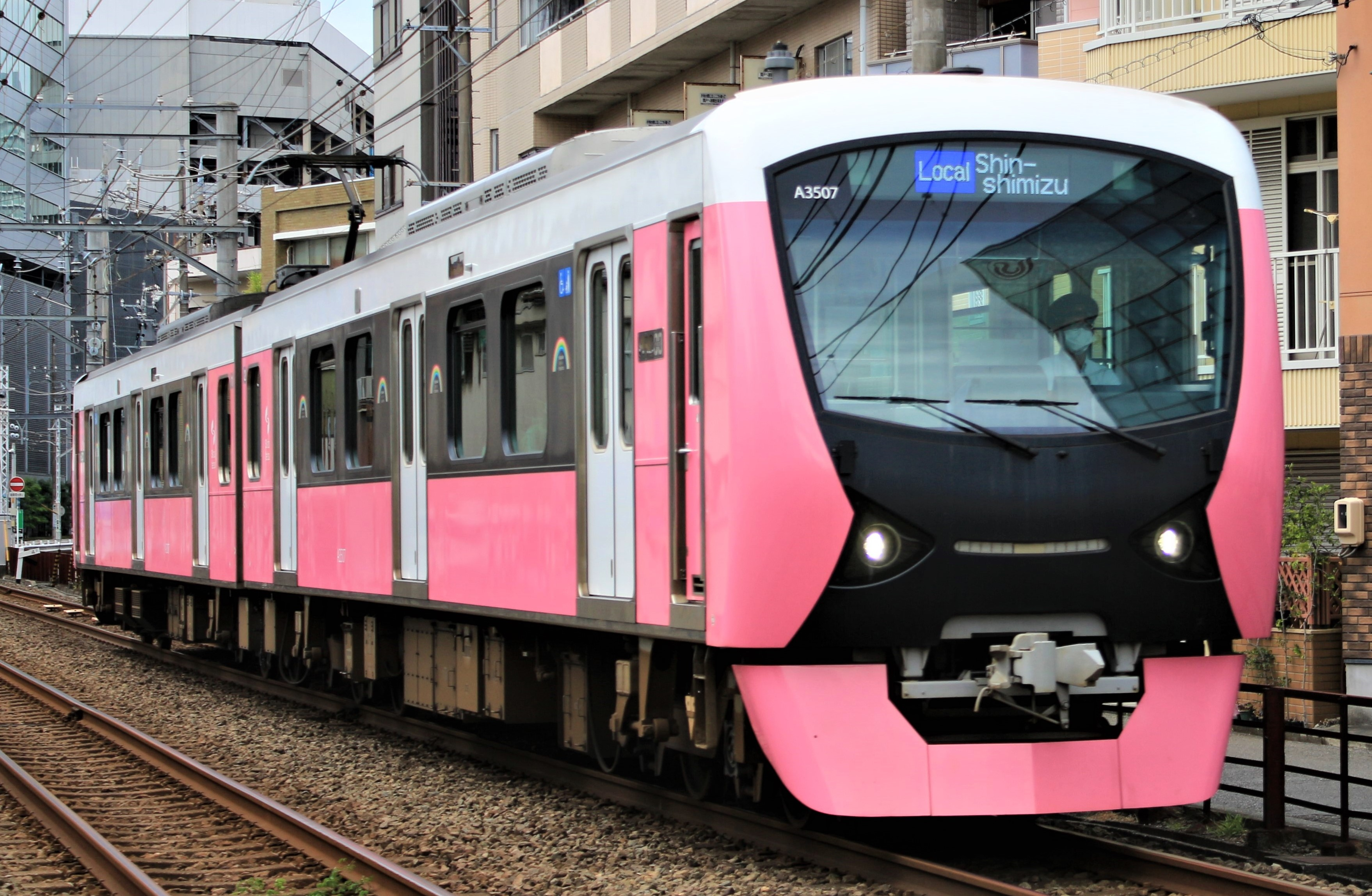
第7編成 プリティピンク
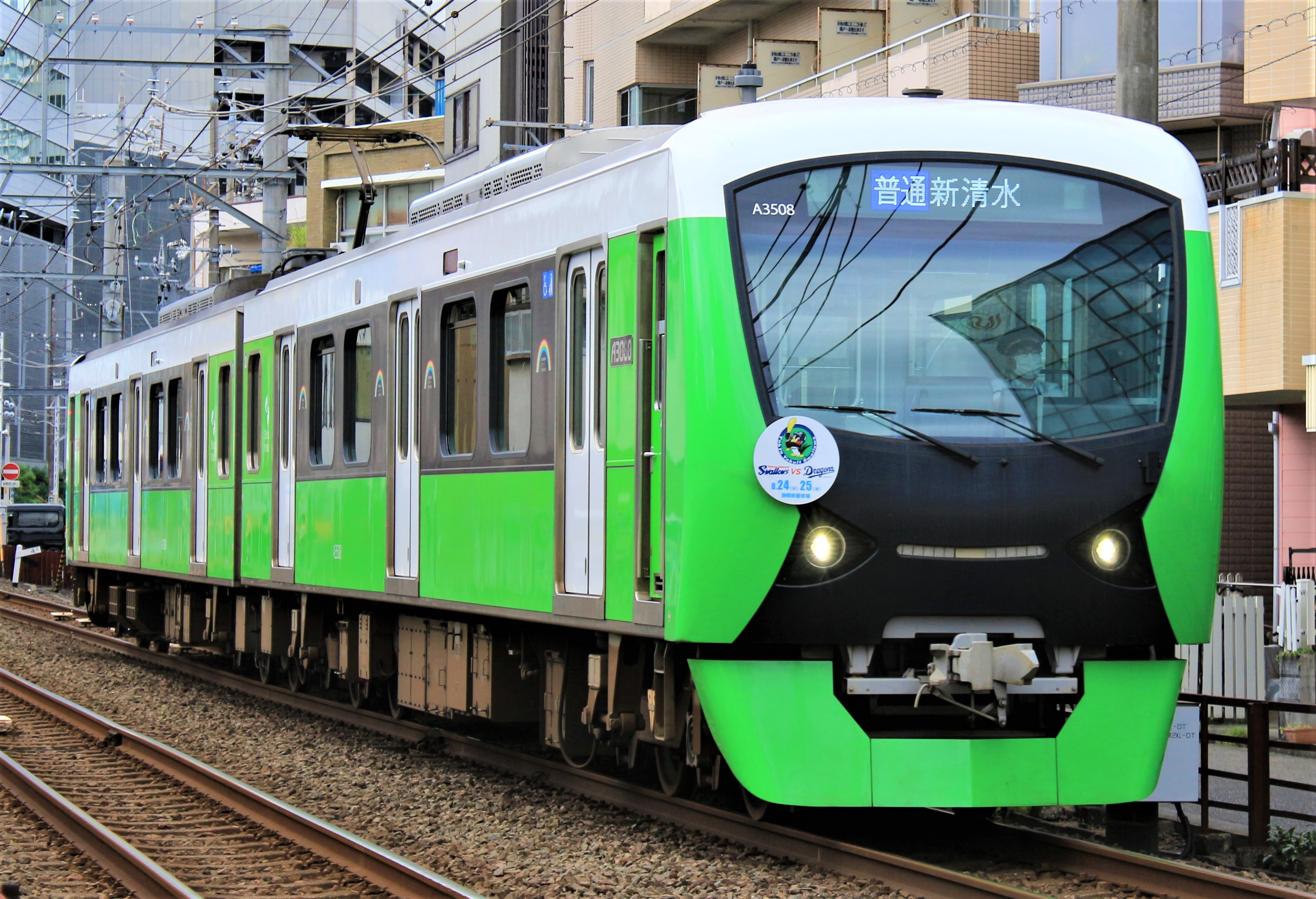
第8編成 フレッシュグリーン